# Boris Dubrovskij
Boris Jakovlevič Dubrovskij (in russo Борис Яковлевич Дубровский?; Mosca, 8 ottobre 1939 – 14 agosto 2023) è stato un canottiere sovietico, dal 1991 russo.

## Palmarès

### Olimpiadi
- 1 medaglia:
  - 1 oro (Tokyo 1964 nel due di coppia)

### Mondiali
- 1 medaglia:
  - 1 argento (Lucerna 1962 nel due di coppia)

### Europei
- 3 medaglie:
  - 1 oro (Amsterdam 1964 nel due di coppia)
  - 1 argento (Duisburg 1965 nel due di coppia)
  - 1 bronzo (Copenaghen 1963 nel due di coppia)